# Etiopia na Letnich Igrzyskach Olimpijskich 2004
Etiopię na Letnich Igrzyskach Olimpijskich 2004 reprezentowało 26 zawodników (14 mężczyzn i 12 kobiet), głównie w uczestników biegów długodystansowych. Dwóch reprezentantów wystartowało w boksie.

## Medaliści
| Medal | Zawodnik         | Dyscyplina    | Konkurencja       |
| ----- | ---------------- | ------------- | ----------------- |
|       | Kenenisa Bekele  | Lekkoatletyka | 10.000 m mężczyzn |
|       | Meseret Defar    | Lekkoatletyka | 5.000 m kobiet    |
|       | Kenenisa Bekele  | Lekkoatletyka | 5.000 m mężczyzn  |
|       | Sileshi Sihine   | Lekkoatletyka | 10.000 m mężczyzn |
|       | Ejegayehu Dibaba | Lekkoatletyka | 10.000 m kobiet   |
|       | Tirunesh Dibaba  | Lekkoatletyka | 5.000 m kobiet    |
|       | Derartu Tulu     | Lekkoatletyka | 10.000 m kobiet   |